# Industria lítica

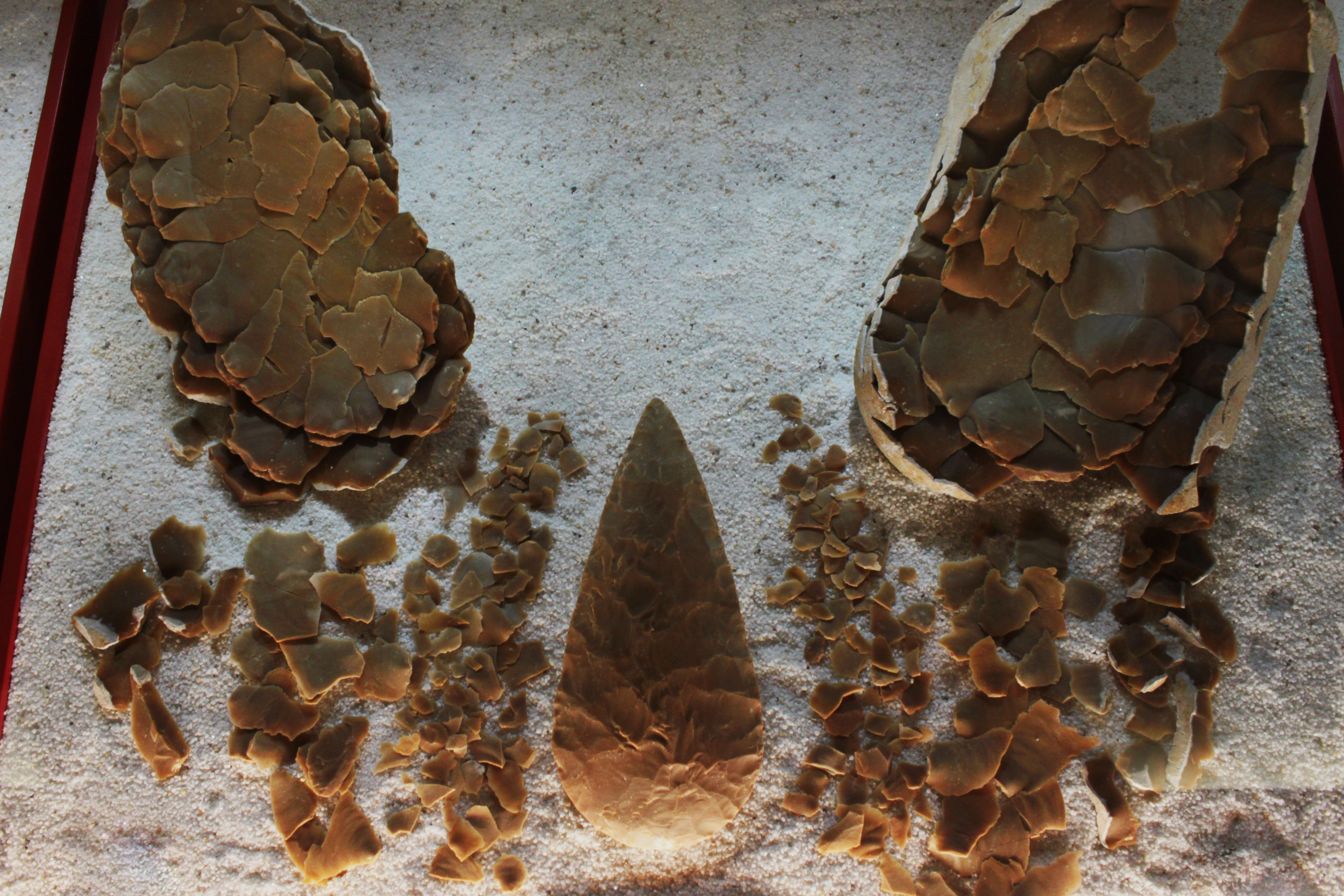
Bifaz de sílex, productos secundarios y descartes a partir de un único núcleo lítico. Museo de Prehistoria de Valencia.

La industria lítica o tecnología lítica es la producción de herramientas líticas, es decir, herramientas de piedra (diferentes tipos de rocas y minerales), por oposición a la metalurgia.
El hallazgo arqueológico de industria lítica, y del conjunto de utensilios que es su resultado, es una clara muestra de actividad humana, a pesar de que otros animales (chimpancés, nutrias, alimoches) utilizan ocasionalmente piedras como herramientas; dado que no llegan a fabricarlas, el hecho de que animales no humanos hayan desarrollado algún tipo de industria lítica no pasa de ser una hipótesis.
La industria lítica en la prehistoria comprende los siguientes estadios (la datación hace referencia a una periodización válida a grandes rasgos para el Viejo Mundo):
- El Paleolítico (anterior a 10 000 años AP ) con industria lítica de cantos rodados y objetos de sílex.
- El Mesolítico (10 000 AP – 5000 AP), se fabrican herramientas para horadar (perforados, calados), con puntas de saeta (puntas con pedúnculo y aletas), con puntas de microlíticos geométricos (segmentos de círculo, trapecios, triángulos) y, sobre todo, la producción de láminas pequeñas que quedaban fijadas con resinas a las hoces primitivas hechas con caña, hueso o madera.
- El Neolítico (5000 – 2000) con la utilización del sílex, el oro, la plata y el cobre, que iban perfeccionando a medida que su inteligencia y destreza manual mejoraban.

Las herramientas líticas constituyeron una adquisición importante para el desarrollo de nuestra estirpe humana, ayudando en la adaptación a nuevos ambientes al permitir modificar la alimentación incorporando tubérculos o carne de grandes herbívoros.
La capacidad de producción de herramientas se ha desarrollado desde las primeras piedras talladas por una cara, hasta los complejos ordenadores y máquinas de la actualidad, pasando por toda una serie de técnicas muy diversas, pero tratando siempre de aprovechar sus cualidades y fenómenos para la consecución de objetivos concretos: primero para adaptarse al medio y luego para adaptar el medio a nosotros.

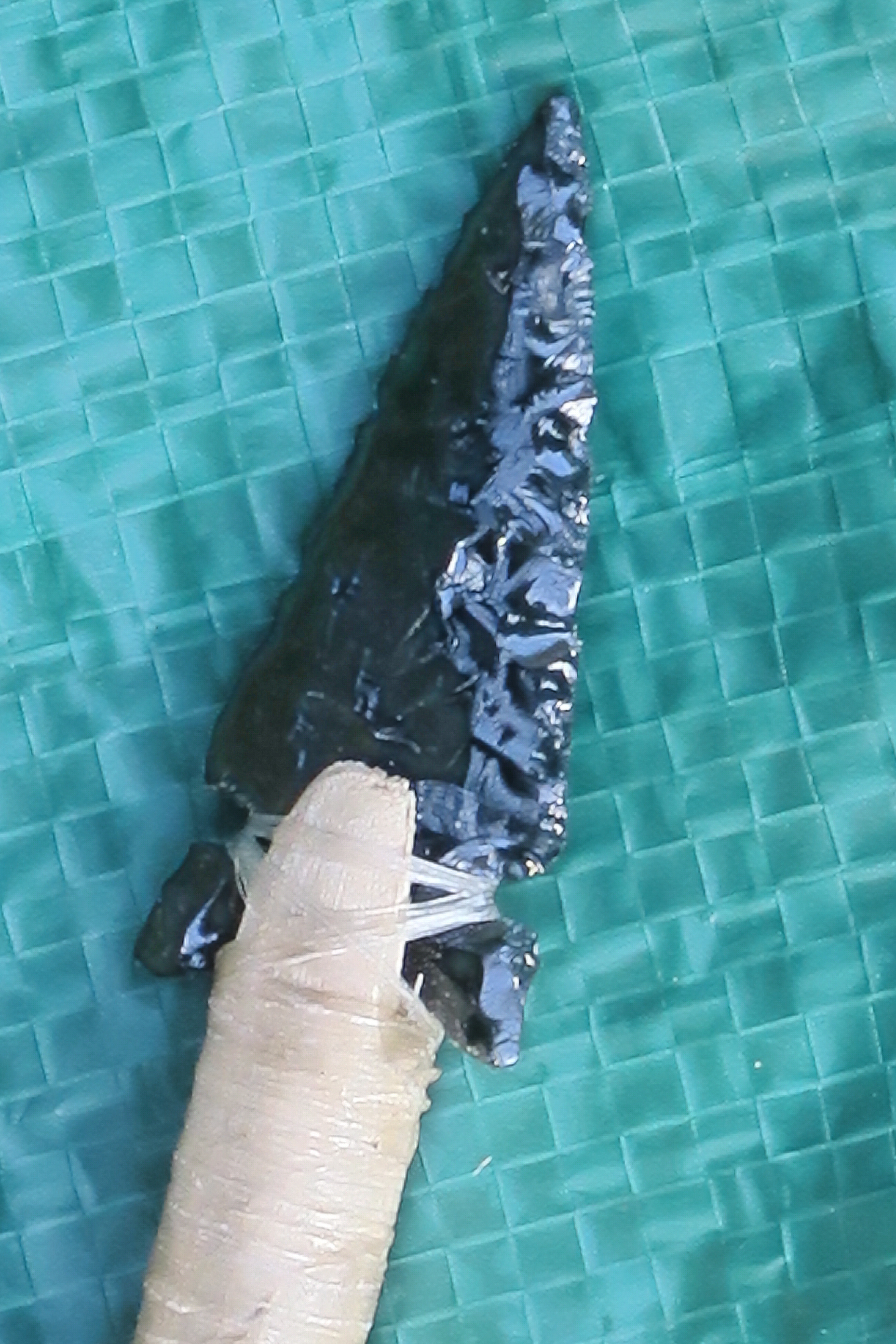
Punta de flecha de obsidiana.

## Tipos de técnicas en la industria lítica
Se distinguen varios tipos diferentes de técnicas que se fueron desarrollando a través del tiempo. Estas técnicas, que en la actualidad nos sirven para datar los yacimientos, supusieron grandes avances en la capacidad de dominio del medio, su desarrollo fue muy lento y modificó los hábitos de sus usuarios. Atendiendo a la tecnología que utilizaron en su ejecución se distinguen los siguientes períodos:

### Lomekwyaense
Propuesto en 2015 por Sonia Harmand, a partir de los hallazgos en el yacimiento de Lomekwi, en Kenia, donde se encontraron artefactos que datan de 3,3 millones de años. Constituye la evidencia de industria lítica más antigua y su fecha está ubicada varios cientos de miles de años antes de la aparición de género Homo. Los fabricantes de herramientas habían seleccionado deliberadamente bloques grandes y pesados de piedra fuerte ignorando bloques más pequeños del mismo material.
En el yacimiento se encontraron núcleos, lascas y yunques.  Una lasca, es un trozo de roca con forma de esquirla cortante que se desprende de la masa pétrea, llamado núcleo. 
Harmand afirma que se trata de herramientas muy antiguas para haber sido fabricadas por individuos del género Homo y postula la hipótesis de que la fabricación de herramientas puede haber tenido un papel muy importante en la aparición de nuestro género. Otros investigadores creen que es apresurado decir esto y sugieren que quien hizo estas herramientas murieron con su conocimiento, y las herramientas de piedra fueron "reinventadas" nuevamente cientos de miles de años después.

### Olduvayense (Modo 1)

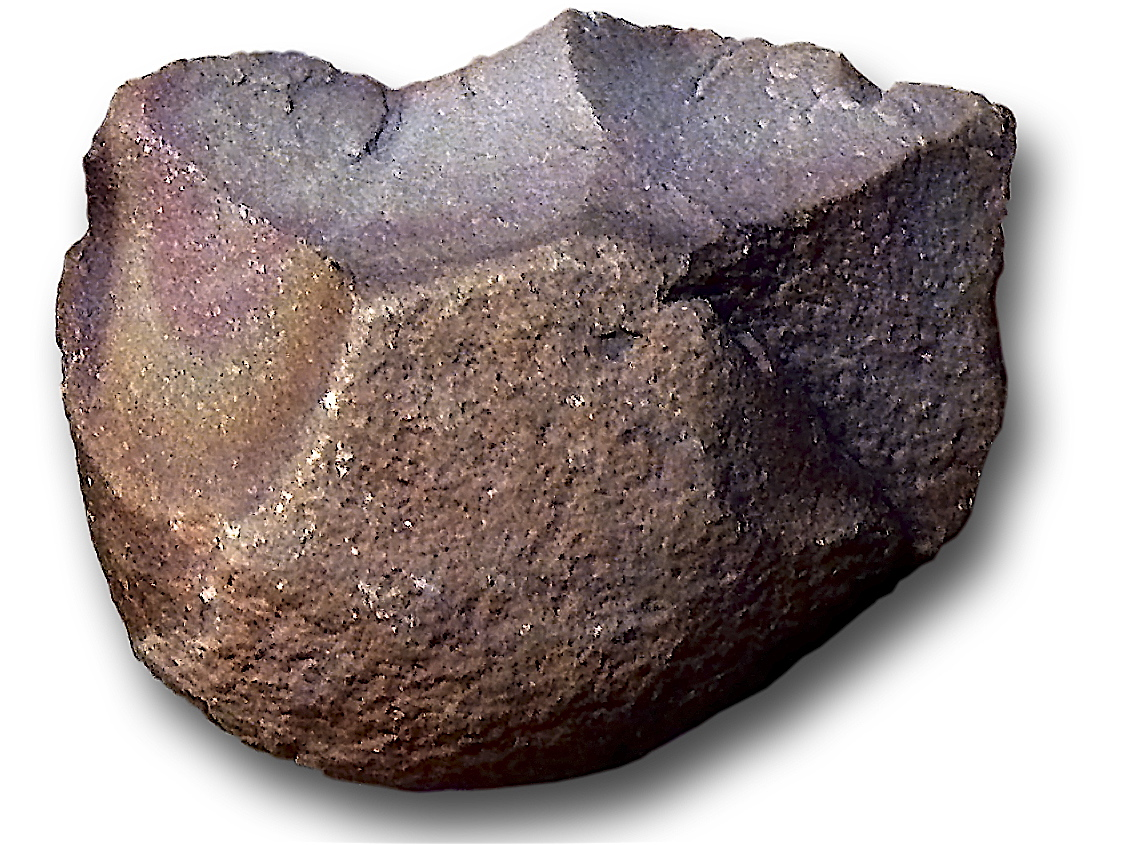
Canto tallado, modo 1.

Desarrollada en África por los primeros seres humanos (Homo Habilis), son herramientas muy sencillas que requieren un pequeño gasto energético para su elaboración, por lo que se supone serían fabricadas según sus necesidades y abandonadas después de su uso. Se trata de piedras, normalmente cantos rodados, sílex o similares, que eran tallados para la obtención del filo por uno de sus lados. Consistían en machacadores, que se utilizaban para extraer el tuétano de los huesos, o finas lascas con filo que servían para cortar. Su origen se sitúa en África al menos desde hace 2 800 000 años (Formación Shungura, río Omo, Etiopía) y en Europa en 1 000 000 años, como las encontradas en el yacimiento de la Sima del Elefante en la sierra de Atapuerca.

### Achelense (Modo 2)

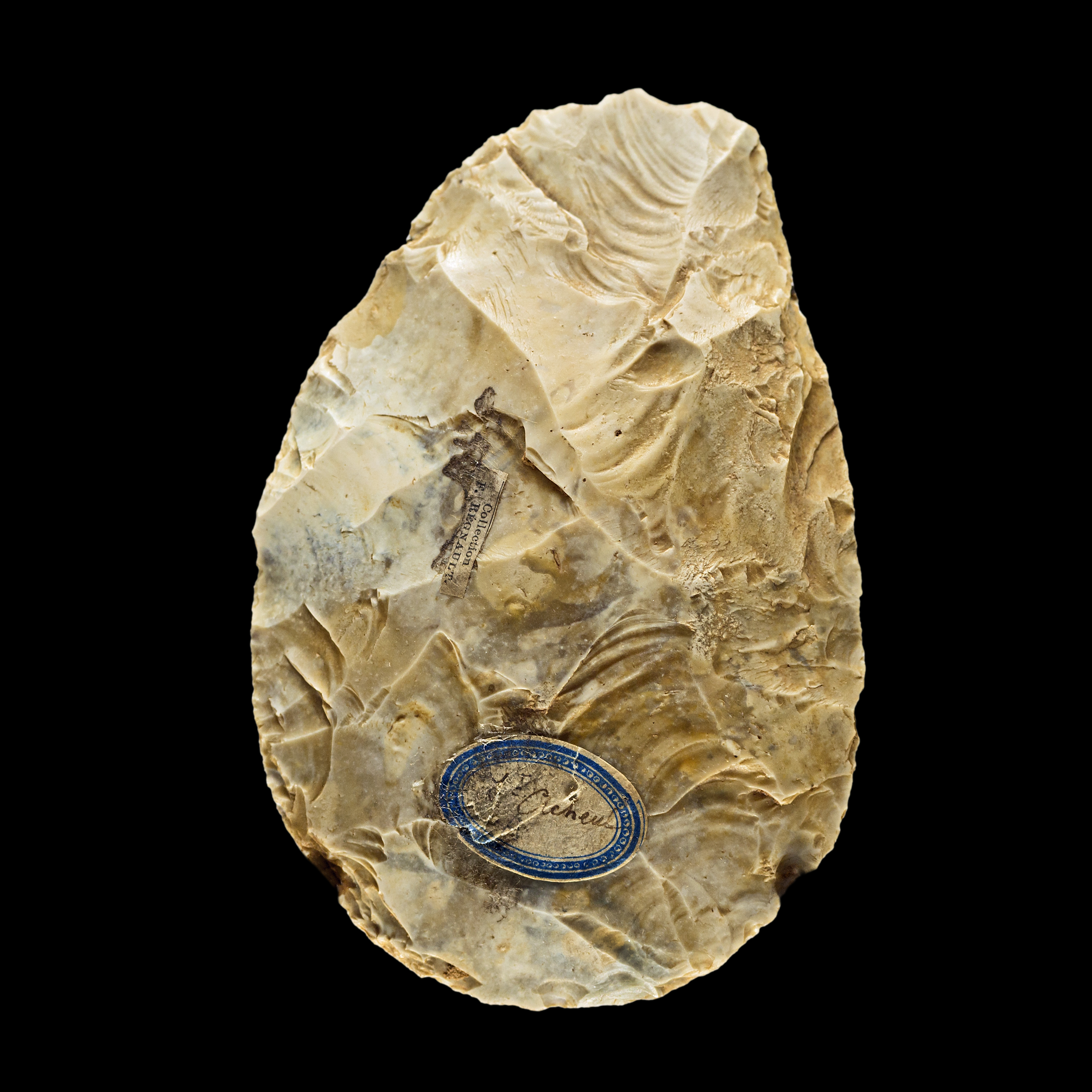
Bifaz en modo 2, más elaborado que el modo 1.

En regiones africanas se encontraron herramientas más elaboradas fechadas en 1 700 000 años. Estas herramientas tenían la característica de estar talladas por ambas caras y de ser, unas universales y otras especializadas.
La pieza más característica es la llamada bifaz (también se le denominaba hacha de mano pero esta denominación es errónea, ya que actuaban más como pico para incisiones o cortes) que tenía usos muy diversos sirviendo para multitud de tareas pesadas, cortar, raspar, perforar,... tanto es así que, coloquialmente, se las llama «la navaja suiza del paleolítico». Se trata de una piedra de gran dureza, generalmente sílex, que es tallada por ambas caras hasta conseguir una forma triangular con una base semicircular. También se elaboraban herramientas para usos específicos como: picos triédricos, hendidores, raederas, denticulados, etc.
Esta tecnología requería un gran gasto energético, había que buscar la materia prima precisa y conveniente, tallándola con sumo cuidado y habilidad, por lo que su uso era duradero, se mantenía en poder del individuo para su quehacer diario. También eran objeto de comercio, tanto la propia materia prima como las herramientas ya elaboradas.
Esta industria perduró por más de un millón de años, en los yacimientos de la Galería de Sílex y Sima de los huesos de la Atapuerca, en España, se han encontrado en un período comprendido entre 600 000 y 300 000 años.

### Musteriense (Modo 3)

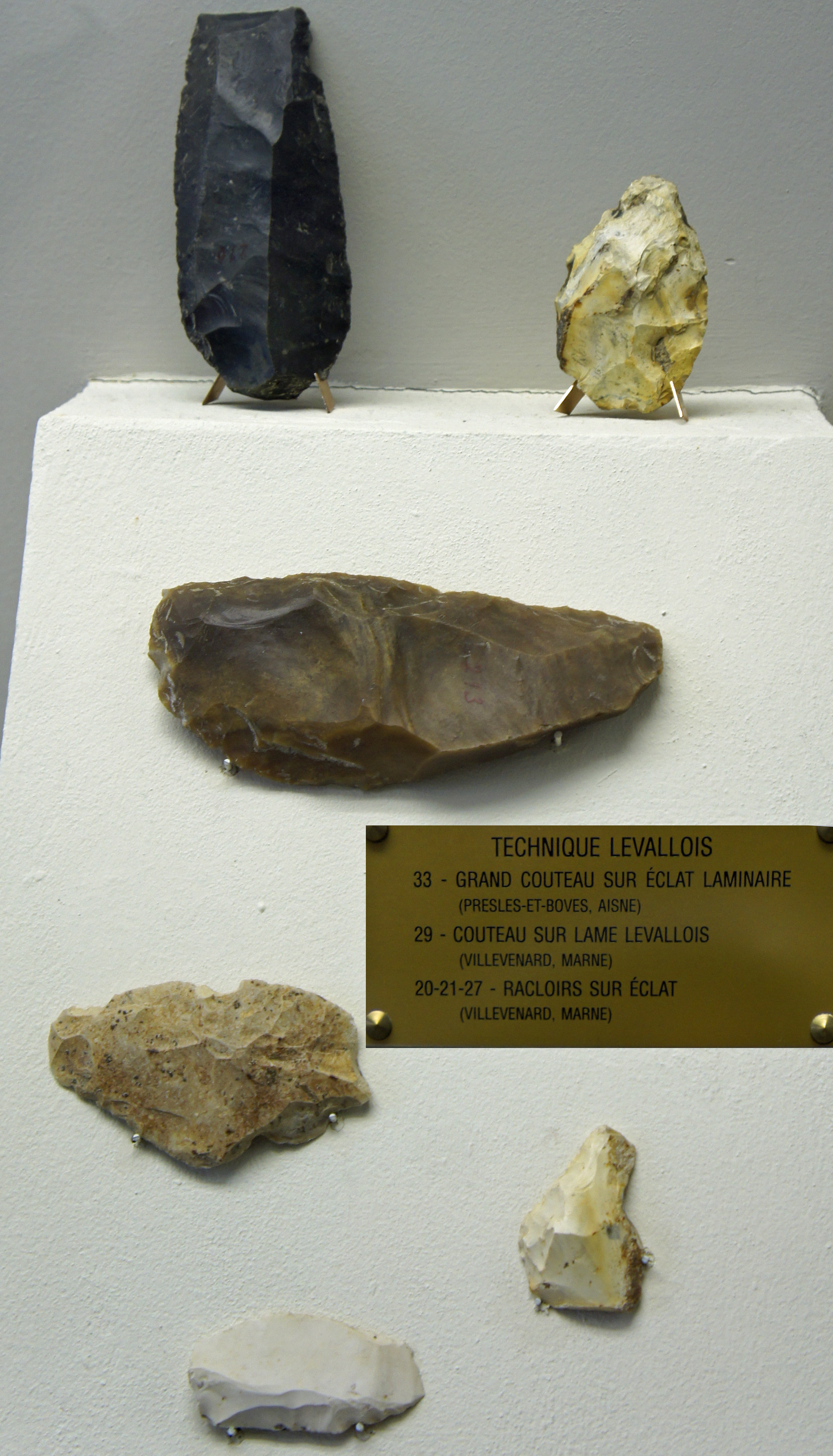
Piezas talladas utilizando la talla Levallois, modo 3.

Se caracteriza por una nueva forma de tallar la piedra en la que se utilizan otros elementos para su trabajo. Hasta entonces las piedras se tallaban golpeándolas con otras piedras. Con esta nueva técnica, conocida como técnica Levallois, previamente el nódulo debe haber sido tallado mediante la técnica clactoniense, se usan golpeadores de madera o huesos y se realiza sobre un núcleo de piedra previamente tratado.
El núcleo original de piedra tiene forma troncopiramidal y se golpea para obtener lascas que luego se utilizarán para la elaboración de instrumentos especializados. Esto permite la obtención de elementos más pequeños y diversos. Esta fue la técnica que utilizaron los Neandertales durante casi toda su existencia.

### Paleolítico superior (Modo 4)

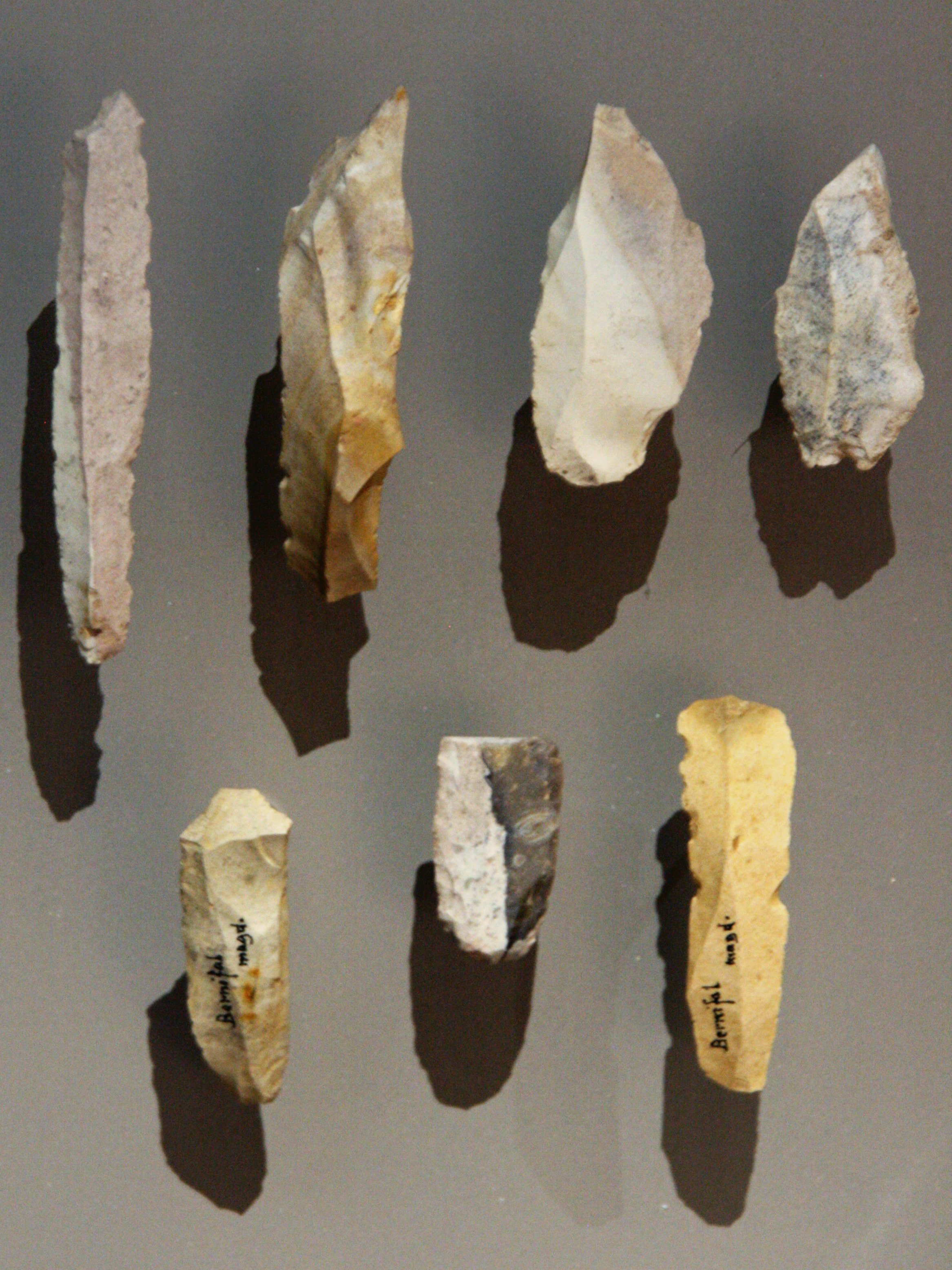
Buriles y cuchillos magdalenienses, modo 4.

Se destaca por la elaboración de los mangos para los instrumentos. Estos ya son pequeños y de uso muy concreto y se fabrican, especialmente, para su cometido.
En Europa occidental destacan las culturas Châtelperroniense, Auriñaciense, Gravetiense, Solutrense y Magdaleniense.
El Paleolítico es una etapa de la prehistoria caracterizada por el uso de útiles de piedra tallada; aunque, también se usaban otras materias primas orgánicas para construir diversos utensilios: hueso, asta, madera, cuero, fibras vegetales, etc. (mal conservadas y poco conocidas). Es el período más largo de la historia del ser humano (de hecho abarca un 99 % de la misma), se extiende desde hace unos 2,5 millones de años (en África) hasta hace unos 10 000 años. Etimológicamente significa Edad Antigua de la Piedra (παλαιός, paleos=antiguo, y λίθος, lithos=piedra), el término fue creado por el arqueólogo John Lubbock en 1865, por oposición al Neolítico (edad moderna de la piedra); constituyendo juntas lo que se denomina Edad de Piedra (se insiste en la elaboración de utensilios de piedra para establecer la oposición a la Edad de los Metales). Las personas del Paleolítico eran nómadas, es decir, se establecía en un lugar y se quedaba en él hasta agotar los recursos naturales.

### Neolítico (Modo 5)

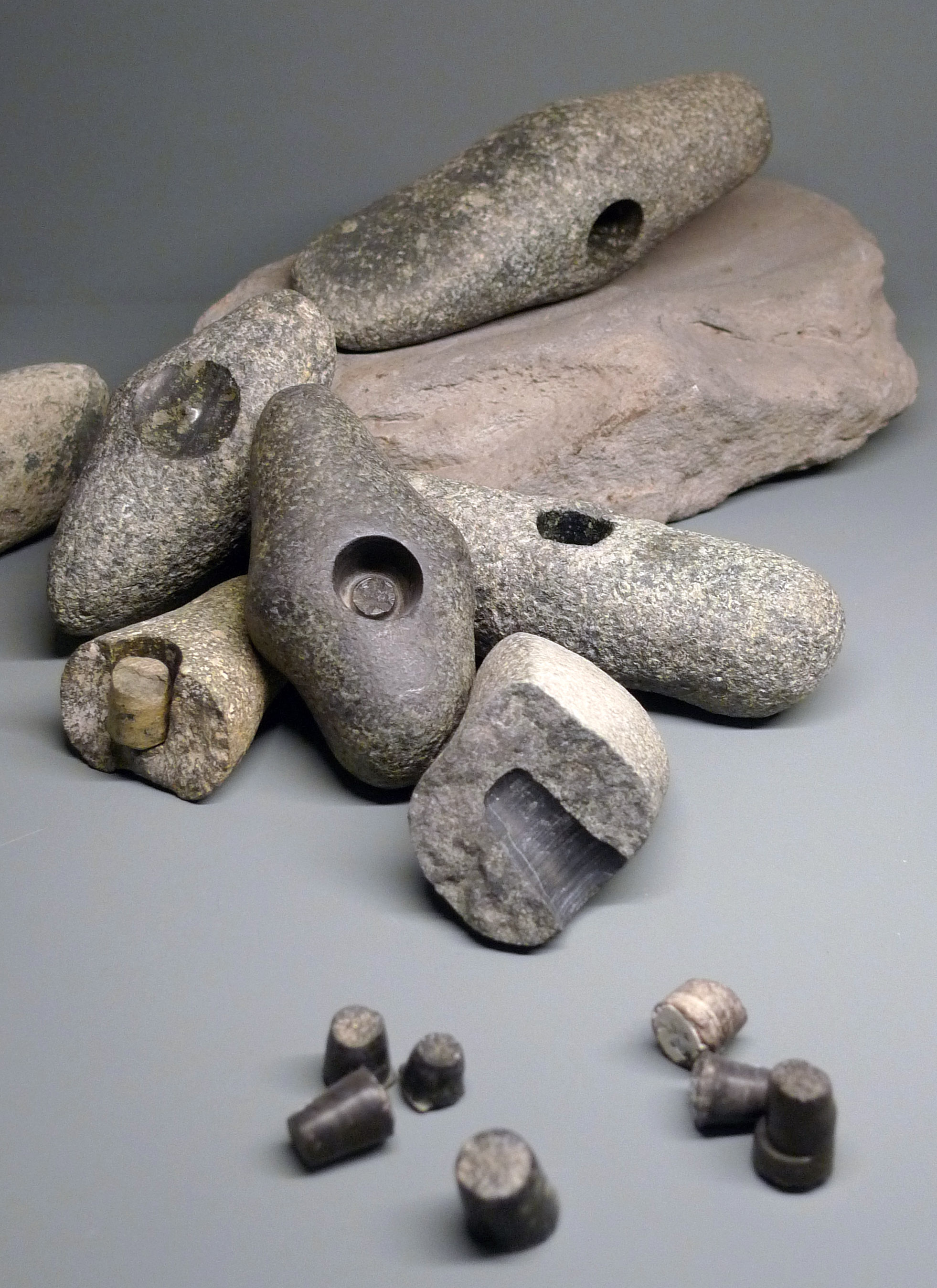
Hachas neolíticas, modo 5.

El descubrimiento de la agricultura cambia el modo de vida de las tribus humanas que deben elaborar otros instrumentos para las nuevas necesidades. Molinos de mano (metates), hachas, azuelas pulimentadas, dientes de hoz, etc. Los dientes de hoz son pequeñas esquirlas cortantes dispuestas en un mango de madera formando una hoz para segar los campos cultivados. En este tiempo los grupos humanos pasaron a un modo de vida sedentario.
En el Neolítico las piedras comenzaron a pulimentarse; es decir con una piedra grande con surcos se frotaba otra piedra con la que se le daba forma al utensilio. Esta fue la nueva técnica inventada en el Neolítico con la que se fabricaban azadas, hoces y hachas.

## Utilización de los metales
La utilización de los metales daría paso a otra tecnología diferente a la lítica pero, básicamente, se puede decir que forma parte de ella ya que se trata de utilizar el mineral, tipos especiales de piedras, que había que procesar mediante "complejos" procedimientos. Esta nueva forma de industria daría nombre a tres importantes períodos prehistóricos, la Edad del Cobre o Calcolítico, la Edad del Bronce y la Edad del Hierro.
No por el desarrollo de las tecnologías metalúrgicas la industria lítica decayó. El período Calcolítico es la fase de la Prehistoria en la que la talla de la piedra adquiere mayor sofisticación y maestría.
El trabajo de la piedra ha venido manteniéndose hasta nuestros días, pero la importancia que adquirió en épocas prehistóricas para el desarrollo del hombre nunca ha sido igualada. Al abrirse el conocimiento técnico al dominio de otras tecnologías la dependencia del desarrollo humano del trabajo de la piedra fue mitigándose llegando a quedar como una técnica menor.

## Información proporcionada por los útiles líticos
Los útiles líticos y también los óseos, así como los restos de su elaboración, son dentro del registro arqueológico una parte fundamental, si no exclusiva, de la Prehistoria más remota, para el conocimiento de las sociedades humanas que lo fabricaron. Estos restos materiales arqueológicos se llaman industrias y nos proporcionan una importante información como:
1. Materia prima utilizada, que nos indican las fuentes de aprovisionamiento, el área de captación alrededor del yacimiento y los desplazamientos que realizaba el grupo humano.
2. Técnica de elaboración de los artefactos, que nos muestran el desarrollo tecnológico alcanzado en cada época y su relación con otros grupos humanos contemporáneos.
3. Disposición espacial de los útiles dentro del yacimiento nos revelan lugares de trabajo.
4. Huellas de uso y morfología, que proporcionan datos sobre su utilidad o sobre la dieta que seguían sus usuarios.[7]